# لمطور (يافع)

تعديل مصدري - تعديل

لمطور هي إحدى قرى عزلة لبعوس بمديرية يافع التابعة لمحافظة لحج، بلغ تعداد سكانها 440 نسمة حسب تعداد اليمن لعام 2004.